# Трушечкин, Василий Григорьевич
Василий Григорьевич Трушечкин (1923—2012) — младший лейтенант Рабоче-крестьянской Красной Армии, участник Великой Отечественной войны, Герой Советского Союза (1943).
Учёный, доктор сельскохозяйственных наук, профессор, член-корреспондент ВАСХНИЛ.

## Биография
Василий Трушечкин родился 14 сентября 1923 года в селе Каменка-Садовка (ныне — Новохопёрский район Воронежской области). В 1941 году он окончил Новохопёрское педучилище, после чего работал учителем школы. Летом 1941 года Трушечкин был призван на службу в Рабоче-крестьянскую Красную Армию.
К сентябрю 1943 года младший лейтенант Василий Трушечкин был комсоргом стрелкового батальона 310-го стрелкового полка 8-й стрелковой дивизии 15-го стрелкового корпуса 13-й армии Центрального фронта. Отличился во время форсирования Десны. Во главе штурмовой группы в ночь с 10 на 11 сентября 1943 года во главе десантной группы Трушечкин переправился через Десну и атаковал вражеские траншеи, захватив плацдарм и закрепившись на нём. В том бою он получил тяжёлое ранение, но продолжал сражаться, пока не потерял сознание и не был отправлен в тыл.
Указом Президиума Верховного Совета СССР от 16 октября 1943 года за «мужество и героизм, проявленные на фронте борьбе с немецкими захватчиками», младший лейтенант Василий Трушечкин был удостоен высокого звания Героя Советского Союза с вручением ордена Ленина и медали «Золотая Звезда» за номером 3556.
В 1944 году Трушечкин был демобилизован по ранению. В 1949 году он окончил Московскую сельскохозяйственную академию, в 1952 году — аспирантуру при ней же, после чего руководил Плодовой опытной станцией академии.
В 1960—1989 годах работал директором зонального НИИ садоводства Нечернозёмной полосы, с 1989 года был советником при дирекции Всероссийского селекционно-технологического института садоводства и питомниководства РАСХН.
Автор более 250 научных работ, в основном в области ягодоводства, имел 38 авторских свидетельств и 2 патента на изобретения.
Доктор сельскохозяйственных наук, профессор, член-корреспондент ВАСХНИЛ.
Умер 20 октября 2012 года, похоронен на Котляковском кладбище Москвы.
Был также награждён орденами Октябрьской Революции, Отечественной войны 1-й степени и Дружбы народов, рядом медалей.